# Тобагабыл, Толепберген Абенович
Тобагабыл Толепберген Абенович (каз. Тобағабыл Төлепберген Әбенұлы, 20.05.1936, аул Ак-Арык Теренозекского района (ныне аул Есет батыр Жалагашского района) Кызылординской области – 05.09.2015, Алматы) – советский и казахстанский писатель, общественный деятель, Заслуженный деятель культуры Республики Казахстан.

## Биография
Толепберген Тобагабыл около тридцати лет работал главным редактором Государственного комитета по телевидению и радиовещанию Совета министров Казахской ССР, из них почти два десятилетия возглавлял Главную редакцию литературно-драматического вещания Казахского радио. Был членом Правления Союза писателей Казахстана.
Толепберген Тобагабыл окончил отделение журналистики филологического факультета Казахского государственного университета. Свою трудовую биографию начал в 1957 году. В 1957-1962 годы работал литературным сотрудником, ответственным секретарем редакции Теренозекской (ныне Сырдарьинской) районной газеты «Енбек майданы», в 1962-1963 годы заведовал отделом республиканской газеты «Казахстан пионери» (ныне «Улан»), в 1963-1967 годы – редактор, старший редактор Казахского радио, в 1967-1970 годы - главный редактор Управления специальных радиопрограмм Государственного комитета по телевидению и радиовещанию Совета министров Казахской ССР, в 1970-1973 годы - член сценарно-редакционной коллегии «Казахтелефильм», в 1973-1992 годы - главный редактор Главной редакции литературно-драматического вещания Казахского радио, в 1992-1994 годы главный редактор международного радио «Туран», в 1994-1996 годы – начальник отдела терминологии и ономастики в Комитете по языкам Кабинета министров Казахской ССР.

## Творчество
Первое произведение «Баспалдак» («Ступени») было опубликовано в 1955 году в Кызылординской областной газете «Ленин Жолы». С тех пор он известен широкому кругу читателей по таким художественным произведениям, как «Жаңылтпаштар» («Скороговорки», стихи, 1963), «Сагадат Нурмагамбетов» (очерк,  1966), «Өкініш» («Сожаление», рассказы, 1966), «Өңшең мықты» («Силачи», стихи, 1968), «Тағдыр» («Судьба», повести и рассказы,  1970), «Жазира» («Нива», повести, 1971), «Тағы бір күз» («Еще одна осень», повести, 1975), «Түсіңсең еді мені» («Поймешь ли ты меня?», повести и рассказы, 1978), «Жүрегім соғып тұрғанда» («Пока сердце бьется», повести, 1982). Русскоязычному читателю известна его книга «Время жить», разошедшаяся в свое время 200-тысячным тиражом (повести,  1980, 1982).
Толепберген Тобагабыл – автор многочисленных радиопьес. Когда он возглавлял Главную редакцию литературно-драматического вещания Казахского радио произведения, прозвучавшие в студии «Каламгер» и радиотеатре «Казахстан» пополнили духовное богатство народа. В эти годы под его руководством  творческие работы мастеров литературы и искусства в содружестве с асами телерадиожурналистики сохранились в «Алтын кор» (Золотом фонде) Казахского радио.
По  сценариям писателя поставлены документальные телевизионные фильмы «Көктемнің ең ұзақ күні» («Этот длинный весенний день»), «Коммунист Мукан Коккозов» (был выдвинут на Всесоюзный смотр телефильмов, который проходил в 1975 году во Владивостоке и завоевал диплом), «Құзар» («Вершина») – о выдающемся писателе Мухтаре Омархановиче Ауэзове. 
Перу Толепбергена Тобагабыл принадлежат научные статьи в области литературоведения, публицистики в духе патриотизма за судьбу страны, земли и языка, которые находили горячие отклики у читателей со всех концов страны.
Толепберген Тобагабыл – автор текстов песен «Жасай бер, қазақ!» («Процветай, казах!»), «Жаса, Қазақстаным!» («Процветай, Казахстан!»), музыку к которым написал композитор Ескендир Хасангалиев. Песню «Жаса, Қазақстаным!» исполнял выдающийся казахский певец Ермек Серкебаев, а песню «Жасай бер, қазақ!» исполнял сам Ескендир Хасангалиев и поют современные казахстанские исполнители.
Празднования 50-ти, 60-ти и 70-летия писателя торжественно прошли на его родине в Кызылорде, Сырдарьинском и Жалагашском районах Кызылординской области.

## Награды
Толепберген Тобагабыл трижды награжден Почетной  грамотой Верховного Совета Казахской ССР, медалями «За заслуги перед Республикой», «За доблестный труд», нагрудным знаком «Отличник телевидения и радио СССР», Почетный гражданин Сырдарьинского района Кызылординской области.

## Память
В 2019 году в Алматы установлена мемориальная доска на фасаде дома, где жил писатель Толепберген Тобагабыл, на пересечении улиц Джандосова и Ауэзова.
Именем Толепберген Тобагабыл названа улица в Кызылорде.

## Семья
- Супруга – Тобагабыл Сауле
- Дети – сын Бейбут (1958 г.р.), дочери Ляззат (1960 г.р.), Майра (1964 г.р.)
- Внуки – Камилла (1993 г.р.), Арман (1995 г.р.), Лейла (2001 г.р.), Ален (2003 г.р.)